# Inu to Anata no Monogatari
Inu to Anata no Monogatari: Inu no Eiga (犬とあなたの物語 いぬのえいが) (ordagrant översatt: Berättelsen om hunden och dig: En hunds film) är en japansk film från 2011 i regi av Shunichi Nagasaki och Jun Kawanishi. Den hade premiär i på bio i Japan den 21 januari 2011. Filmen är en uppföljare till Allt om min hund från 2005.

## Handling
Filmen består av en serie sekvenser i flera olika genrer som beskriver de starka banden mellan människor och deras hundar.